# Didier Zokora
Didier Zokora, född den 14 december 1980, är en ivoriansk före detta fotbollsspelare.
Zokora har spelat i Europa sedan 2000 och representerat KRC Genk i Belgien, AS Saint-Étienne i Frankrike och Tottenham Hotspur i England. Han köptes från Saint-Etienne till Tottenham Hotspur av sportchefen Damien Comolli efter att Elfenbenskusten åkt ur gruppspelet i Fotbolls-VM 2006. Den 8 juli 2009 stod det klart att Sevilla hade köpt honom från Tottenham Hotspur för cirka 90 miljoner kronor.
Zokora var en mittfältsmotor i både Sevilla och det ivorianska landslaget men han är mest känd för sin tid i Trabanspor på grund av en händelse. 
När Trabanspor mötte storklubben Galatasaray utsattes Zokora för rasism av "Galas" Emre och nästa gång de möttes vägrade ivorianen hälsa på Emre. I själva matchen sparkade han ner Emre och folk menar att han sparkade på rasismens ideologi.